# Шундорово
Шундорово — деревня в  Кипенском сельском поселении Ломоносовского района Ленинградской области.

## История
Согласно 9-й ревизии 1850 года мыза и деревня Шунгорово принадлежали помещику Алексею Михайловичу Жеребцову.
Согласно «Топографической карте частей Санкт-Петербургской и Выборгской губерний» в 1860 году деревня называлась выселок Шунгоры. В деревне находилась Мыза Ремашевского.

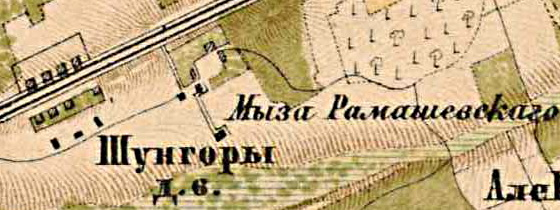
Деревня Шундорово на карте 1885 года

В 1885 году деревня называлась Шунгоры и насчитывала 8 дворов. В деревне находилась Мыза Рамашевского.
Согласно материалам по статистике народного хозяйства Петергофского уезда 1887 года мыза Шунгорово площадью 777 десятин принадлежала вдове статского советника А. Н. Хоецкого, она была приобретена в 1881 году за 50 000 рублей, в мызе были фруктовый и ягодный сады.
В конце XIX века деревня входила в состав Витинской волости 1-го стана Петергофского уезда Санкт-Петербургской губернии, в начале XX века — 2-го стана.
По данным «Памятной книжки Санкт-Петербургской губернии» за 1905 год деревня называлась Шунгорово.
К 1913 году количество дворов в деревне называемой Шундорово увеличилось до 16, в деревне была ветряная мельница.
С 1917 по 1922 год деревня входила в состав Анташевского сельсовета Витинской волости Петергофского уезда.
С 1922 года в составе Кипено-Ропшинской волости.
С 1923 года в составе Ропшинской волости Троцкого уезда.
С 1924 года в составе Витинского сельсовета.
Согласно данным переписи населения СССР 1926 года в деревне Шунгорово проживали 93 человека — все русские.
С 1927 года в составе Ораниенбаумского района.
В 1928 году население деревни Шундорово также составляло 93 человека.

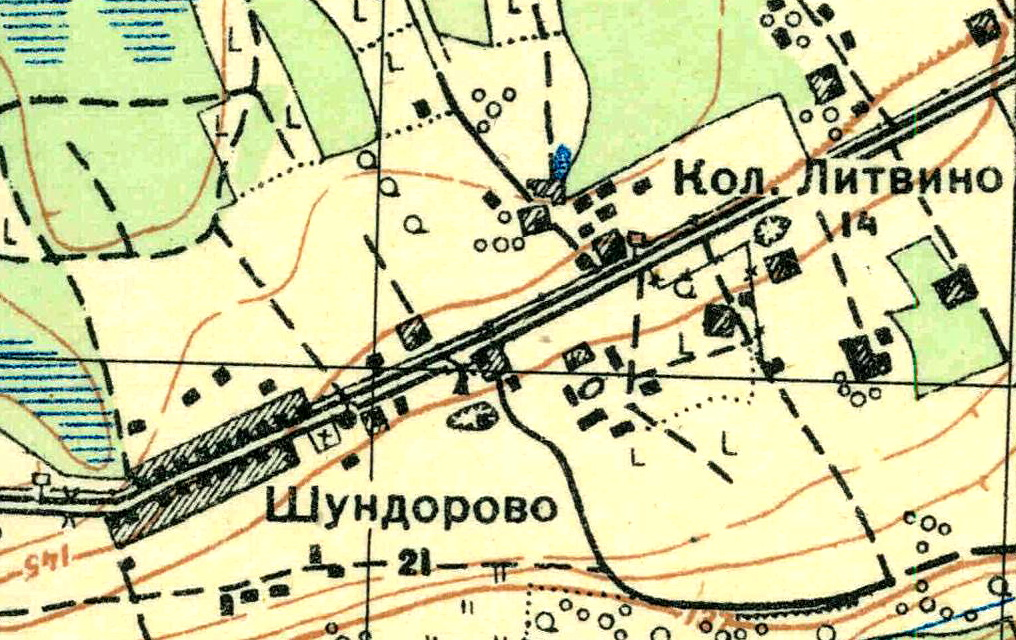
План деревни Шундорово. 1931 год

С 1931 года в составе Красногвардейского района. Согласно топографической карте 1931 года деревня насчитывала 21 двор.
По данным 1933 года деревня называлась Шундрово и входила в состав Витинского сельсовета Красногвардейского района.
С 1939 года в составе Красносельского района.
Деревня была освобождена от немецко-фашистских оккупантов 26 января 1944 года.
С 1955 года в составе Ломоносовского района.
С 1960 года в составе Кипенского сельсовета. 
С 1963 года в составе Гатчинского района.
С 1965 года вновь в составе Ломоносовского района. В 1965 году население деревни Шундорово составляло 101 человек.
По данным 1966, 1973 и 1990 годов деревня Шундорово также входила в состав Кипенского сельсовета.
В 1997 году в деревне Шундорово Кипенской волости проживали 34 человека, в 2002 году — 46 человек (русские — 91 %), в 2007 году — 40.

## География
Деревня расположена в южной части района, к западу от административного центра поселения деревни Кипень на автодороге А180 (E 20) (Санкт-Петербург — Ивангород — граница с Эстонией) «Нарва».
Расстояние до административного центра поселения — 15 км.
Расстояние до ближайшей железнодорожной станции Красное Село — 31 км.

## Демография
| 2002 | 2007 | 2010 | 2017 |
| ---- | ---- | ---- | ---- |
| 46   | ↘40  | ↗62  | ↘42  |